# Niederösterreich

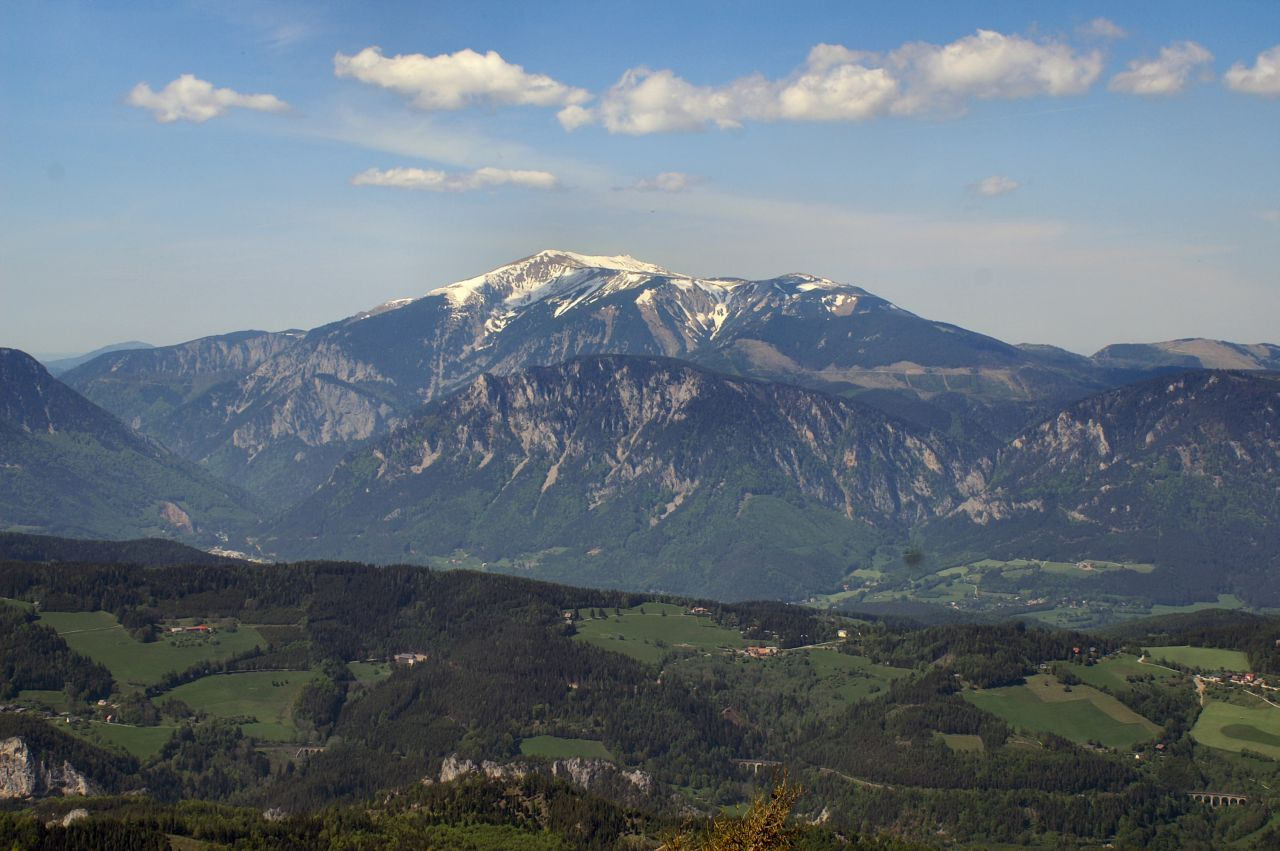
Schneeberg, Niederösterreichs högsta berg

Niederösterreich är ett förbundsland (tyska: Bundesland) i nordöstra Österrike som gränsar till Tjeckien och Slovakien samt förbundsländerna Oberösterreich, Steiermark, Burgenland och Wien. Huvudstad är Sankt Pölten. Niederösterreich har 1,7 miljoner invånare.

## Geografi
Niederösterreich är Österrikes till ytan största förbundsland. Det omsluter Österrikes huvudstad Wien som också är ett förbundsland. 

### Landskap
Niederösterreich genomflyts av Donau från väst till öst. Söder om Donau ligger alpernas nordöstliga delar, föralperna och deras utlöpare. Landskapet norr om Donau är kuperat och består av det högre belägna Waldviertel (500-800 m) och det lägre belägna Weinviertel (200-500 m), avskilda genom Manhartsberget. Öster om Wien öppnar sig en lågslätt, det s.k. Wienerbäckenet, längs med Donau.
Niederösterreichs högsta berg är belägna i Alperna vid gränsen till förbundslandet Steiermark, där även de två viktigaste bergspassen, det 985 m höga Semmeringpasset (motorväg och järnväg) och det 980 m höga Wechselpasset (motorväg) finns.
Niederösterreichs flodsystem domineras av Donau. Alla andra floder mynnar i Donau förutom Lainsitz (Lužnice) som rinner norrut mot Moldau. De viktigaste floderna norr om Donau är Ysper, Kamp, Krems, March, och Thaya, söder om Donau Enns, Ybbs, Erlauf, Melk, Pielach, Traisen, Schwechat, Fischa och Leitha.

### Befolkning
Niederösterreich är Österrikes näst folkrikaste förbundsland. Östra Niederösterreich domineras av storstaden Wien som är eget förbundsland, men gynnas av utflyttning från storstaden. Niederösterreichs största stad är Sankt Pölten.
Vid folkräkningen 2001 var 79,3% av invånarna katoliker, 3,3 % protestanter, 3,2 % muslimer och 10,8 % utan trostillhörighet.
Andelen utländska medborgare ligger med 6,3% under genomsnittet i Österrike.

## Politik

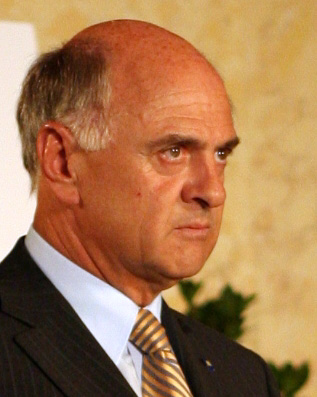
Erwin Pröll har varit regeringschef i Niederösterreich mellan 1992 och 2017.

Niederösterreichs politiska styre regleras av förbundslandsförfattningen från 1978. Förbundslandets parlament är lantdagen med 56 ledamöter som väljs vart femte år. Lantdagen har sitt säte i huvudstaden Sankt Pölten. Regeringschefen (tyska: Landeshauptmann) tillsammans med två vice regeringschefer och sex förbundslandsråd (tyska: Landesrat) bildar Niederösterreichs regering. Regeringens sammansättning bestäms av lantdagens sammansättning. Det proportionella systemet ledde exempelvis till att de nio regeringsmedlemmarna i regeringen som bildades efter valet 2018 kom från tre olika partier. Det faktiska politiska arbetet bestämdes dock av ett samarbetsavtal mellan ÖVP och SPÖ. Niederösterreich har 12 representanter i förbundsrådet, mest av alla förbundsländer.

### Administrativ indelning
Niederösterreichs administrativa indelning består av 24 distrikt  med sammanlagt 573 kommuner, varav 4 kommuner är städer som utgör ett eget distrikt.

### Distrikt
- Amstetten
- Baden
- Bruck an der Leitha
- Gänserndorf
- Gmünd
- Hollabrunn
- Horn
- Korneuburg
- Krems an der Donau*
- Krems**
- Lilienfeld
- Melk
- Mistelbach
- Mödling
- Neunkirchen
- Sankt Pölten*
- Sankt Pölten-Land**
- Scheibbs
- Tulln
- Waidhofen an der Thaya
- Waidhofen an der Ybbs*
- Wiener Neustadt*
- Wiener Neustadt-Land**
- Zwettl

* = Stad med egen statut, vilket innebär att stadsförvaltningen även sköter distriktsuppgifterna.

** = Den namngivande huvudorten ingår inte i distriktet

## Historia

### Fornhistoria och antiken

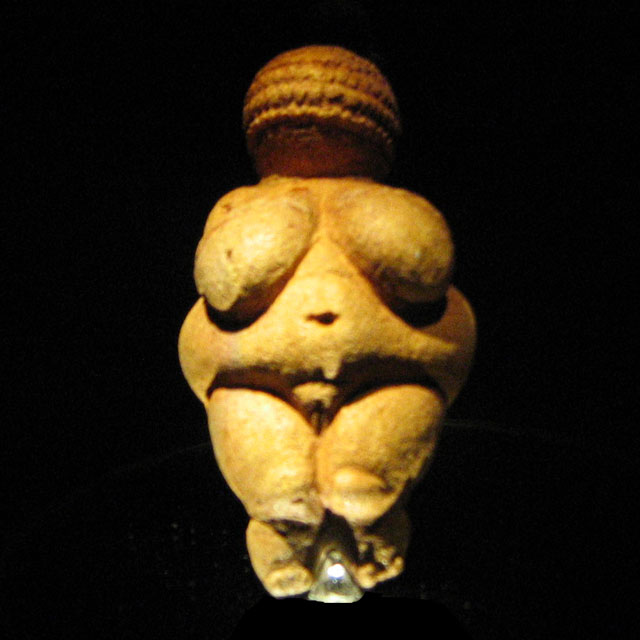
Venus från Willendorf

Fornhistoriska fynd som t. ex. Gudenusgrottan och Venusfigurinerna från Galgenberg och Willendorf visar att området har varit bebott sedan den senaste istiden. På många orter i Niederösterreich hittades bilar och lansspetsar från bronsåldern. Gravplatser från bronsåldern hittades vid Schleinbach, från äldre järnåldern vid Großmugl.
Under århundradena före Kristus bodde kelter i området. 15 f.Kr. införlivades området söder om Donau med romarriket. Niederösterreich ingick i provinserna Noricum och Pannonia. Romarna byggde kasteller längs Donau (bl. a. Ybbs, Melk, Mautern, Zwentendorf, Klosterneuburg) och grundade städer som t. ex. Carnuntum, Vindobona och Aelium Cetium. Befolkningen övertog den romerska livsstilen. 
Norr om Donau bodde germanska stammar som till exempel markomanner och quader som anföll romarriket 166 e.Kr., men besegrades i de s.k. markomannerkrigen. Under 300-talet bosatte sig germanska föderater i området. Vid den här tiden kristnades regionen. 
Kring 480 upprättade rugierna en germansk stat med centrum vid Stein bei Krems. Vid den här tiden befann sig den romerska organisationen i upplösning och 488 lämnade romarna området. 

### Medeltiden

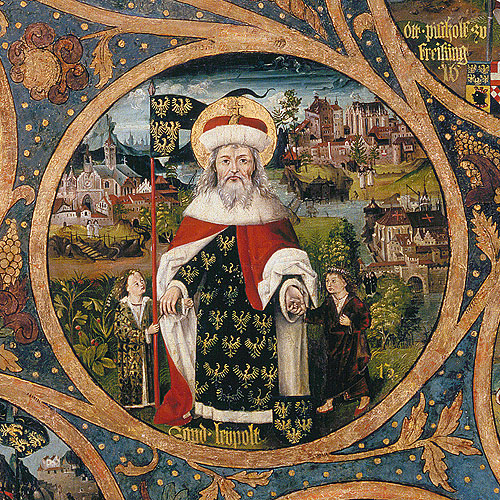
Leopold III av Babenberg (kring 1490)

Under folkvandringstiden härskade olika stammar i landet. Under andra hälften av 500-talet kom awarer och slaver till området som så småningom upprättade en stat. I väster bildades samtidigt hertigdömet Bayern som på 700-talet utvidgade sitt herravälde till floden Enns i öster. 788 införlivades hertigdömet Bayern med frankerriket och några år senare besegrades awarerriket av Karl den store. Niederösterreich blev del av en karolingisk gränsmark. Bayerska biskopsdömen som Salzburg, Passau, Regensburg och Freising fick landområden liksom olika orden som grundade kloster. Även adelsätter etablerade sig som jorddrottar. Men 907 kom området under ungerskt herravälde. Efter ungrarnas nederlag i slaget på Lechfeld vid Augsburg år 955 återupprättades ett markgrevskap som 976 gavs i förläning till greve Luitpold, stamfadern till huset Babenberg.
Huset Babenberg regerade fram till 1246 och utvidgade sitt maktområde efterhand mot norr och öster. Ostarrîchi som området även kallades för sträckte sig till Wienerwald kring 991, men redan 1050 bildade floderna Leitha och March den östra gränsen. Utvidgningen mot norr pågick fram till 1200-talet. Under utvidgningen flyttades även residenset mot öster, först från Pöchlarn till Melk, sedan till Klosterneuburg och slutligen till Wien (1142). 1156 upphöjdes markgrevskapet till hertigdöme. Den siste babenbergaren, Fredrik II, stupade 1246. 
Fredrik II:s död ledde till en arvsstrid vilken vanns av Böhmens kung Ottokar II Přemysl som var gift med Fredriks syster Margarete. Men han förlorade striden mot den nyvalde kejsaren Rudolf av Habsburg och efter nederlaget i slaget på Marchfeld 1278 fick han överlämna alla före detta babenbergska besittningar vilka gavs i förläning till Rudolfs söner 1282. Habsburgarna var länsherrar fram till 1918.
Under habsburgarna började en administrativ delning av hertigdömet varvid områdena väster om floden Enns blev alltmer självständiga. Efter Fredrik III:s död 1458 delades landet genom arvfördrag: Ladislaus Postumus fick Österreich unter der Enns (Niederösterreich), medan Albrekt VI fick Österreich ob der Enns (Oberösterreich). Ändock ansågs båda länderna formellt vara två delar av samma ärkehertigdöme fram till 1918.
Under 1400-talet drabbades regionen av många oroligheter. Det började med de habsburgska arvsstriderna kring 1400, fortsatte med husiternas infall 1427-30 under husitkrigen, 1451/52 reste sig ständerna mot Fredrik III, på 1480-talet invaderade Ungerns kung Mattias Corvinus landet och ockuperade den östra delen 1482-1490. Många fejder ledde närmast till en upplösning av den allmänna ordningen. Först Ferdinand I lyckades med att återskapa ordningen, men till ett högt pris: Städerna förlorade sin självständighet och protester kvävdes i Wiener Neustadts blodrättegång.

### 1500- och 1600-talen
Två händelser var av stor betydelse för Niederösterreich under 1500- och 1600-talen. De osmanska krigen och reformationen. 
Efter slaget vid Mohács 1526 och det ungerska kungarikets sammanbrott var Niederösterreich gränsland. 1529 drog en osmansk här in, skövlade landet och belägrade Wien, men besegrades i ett slag. 1532 gjorde osmanerna en ny framstöt, men avvärjdes.
Vid samma tid kom även den lutherska läran till Niederösterreich och fick stort gensvar hos befolkningen. Snart hade största delen av befolkningen gått över till protestantismen. Motreformationen började inte före 1570-talet, men då med stor kraft. För att bevara sin politisk och religiös frihet ingick landets protestantiska ständer ett förbund med kungariket Böhmens ständer som riktade sig mot länsherren Ferdinand II. Protestanternas militära nederlag vid slaget am Weissen Berg 16xx jämnade även vägen för den våldsamt framtvungna rekatoliseringen av Niederösterreich. Befolkningen var tvungen att konvertera till den katolska tron och protestantiska herrar och riddare fick lämna landet. Under det trettioåriga kriget drabbades områdena norr om Donau 1645/46 när en svensk här drog genom norra Niederösterreich mot Wien och därvidlag skövlade landet.
Under andra hälften av 1600-talet ökade hotet från det osmanska riket igen och 1683 drog en stor osmansk här mot Wien och belägrade staden utan framgång. I en stor motoffensiv trängdes osmanerna tillbaka. Men Niederösterreich hade drabbats hårt.

### 1700- och 1800-talen
1700-talet var en någorlunda lugn tid för Niederösterreich, där landet utvecklades till ett österrikiskt kärnland. Under Napoleonkrigen 1805 och 1809 då det utkämpades två stora slag i Niederösterreich, slaget vid Aspern-Essling och slaget vid Wagram, drabbades även civilbefolkningen. 
Industrialiseringen började sätta fart under andra hälften av 1800-talet. Ett omfattande järnvägsnät byggdes med centrum i Wien. Närheten till rikets huvudstad gynnade regionen ekonomiskt. Men även kulturellt och arkitektoniskt återspeglas Wiens inflytande, som till exempel i Baden och dess Biedermeierbyggnader, Jugendvillorna i Neuhaus eller de stora sommarvillorna på Semmering.

### 1900-talet
Efter monarkins fall 1918 bildades förbundslandet Niederösterreich som var den nyfödda republikens största och folkrikaste förbundsland. För att minska Niederösterreichs dominans i den federala republiken och bryta de politiska motsättningarna mellan den socialistiska huvudstaden och det kristkonservativa landet delades Niederösterreich 1922 i två förbundsländer: Wien och Niederösterreich-Land. Niederösterreichs parlament och regering stannade dock i Wien t o m 1996.
Efter Österrikes anslutning till Tredje riket 1938 och den därpå följande omorganisationen omvandlades Niederösterreich till Reichsgau Niederdonau som utvidgades med norra Burgenland och – efter ockupationen av Tjeckoslovakien – södra Mähren, medan kommunerna kring staden Wien införlivades med Wien. Krems utnämndes till Niederdonaus huvudstad. I området mellan Allentsteig och Döllersheim i nordvästra Niederösterreich tvångsförflyttades människorna för att skapa plats åt det tredje rikets största militära övningsområde. Till Wienerbäckenet förflyttades viktig krigsindustri som till exempel flygplanstillverkning. I anslutning till fabrikerna upprättades arbetsläger. Industriorterna bombarderades intensivt av de allierade under åren 1943-45 med stora förstörelser till följd. 
1945 ockuperades Niederösterreich av den röda armén och förblev sovjetisk ockupationszon t o m 1955. Niederösterreich återupprättades som ett förbundsland. En stor del av industrin, oljeutvinningen och många objekt beslagtogs av Sovjetunionen vilket fördröjde Niederösterreichs återuppbyggnad och hämmade dess ekonomiska utveckling. Först på 1960-talet började utvecklingsprocessen och inte förrän i mitten på 1970-talet hade man kommit ikapp med de västliga förbundsländerna. Denna ekonomiska utveckling ledde även till en djupgående förändring i Niederösterreichs näringslivs- och socialstruktur. Jordbrukets andel minskade starkt medan industri- och tjänstesektorn ökade stort, främst kring de större städerna. 
Avsaknaden av en huvudstad blev allt tydligare och 1986 bestämde lantdagen att lösa denna fråga genom en folkomröstning. Sankt Pölten valdes till ny huvudstad, men det dröjde ytterligare 11 år innan Niederösterreichs parlament och regering flyttade från Wien till den nya huvudstaden.

## Näringsliv
Utgångsläget för Niederösterreichs näringsliv var dåligt efter andra världskriget. Å ena sidan hade förstörelserna varit större än i de andra förbundsländerna, å andra sidan beslagtog den sovjetiska ockupationsmakten en betydande andel av industriföretag och demonterade fabrikerna. Dessutom lades ytterligare 250 företag och all olje- och gasproduktion under sovjetisk förvaltning (USIA). Redan efter första världskriget hade Niederösterreich blivit gränsland och efter andra världskriget stängdes gränsen till Tjeckoslovakien helt och hållet vilket hämmade utvecklingen i gränsområdena.
Den ekonomiska upphämtningen började på 1960-talet. Under 1980-talet började en dynamisk utveckling och modernisering inom industrin. Till detta bidrog skapandet av innovations- och teknologicentra, som till exempel forskningscentrumet Seibersdorf, innovationscentrumet Wiener Neustadt och teknologicentrumet Sankt Pölten, samt regionala näringslivscentra av förbundslandsagenturen ECO Plus. Tillväxtsiffrorna har sedan 1980-talet legat över Österrikes genomsnitt.

### Jordbruk
Niederösterreich är Österrikes viktigaste jordbruksland som omfattar hälften av Österrikes åkerjord och mer än 60% av Österrikes vinodlingsområde. Även djurhållningen är med ca 25% av Österrikes produktion av betydelse. När det gäller skogsbruk ligger Niederösterreich på andra plats efter Steiermark.

### Industri
Niederösterreichs viktigaste råvaror är olja och gas i Wienerbäckenet även om utvinningen minskar. Ytterligare fyndigheter är grafit vid Mühldorf, kaolin i Aspag-Zöbern, kalksten och granit. 
Industriområdena finns runt Wien och kring större städer i Donaudalen, Wienerbäckenet och Marchfeld. Elindustrin omfattar ett 60-tal vattenkraftverk, däribland de stora Donaukraftverken, 3 kaloriska kraftverk och 3 vindkraftverksparker. 

### Turism
Turismen spelar i Niederösterreich inte samma roll som i de västliga förbundsländerna, men är ändå av betydelse. Andelen inhemska gäster är nästan dubbelt så stor som andelen utländska gäster, vilket är mycket otypiskt för turismen i Österrike på annat håll. Turistmål är kurorterna som till exempel Baden, Bad Schönau och Harbach, de traditionella sommarvistelserna Semmering, Schneeberg och Rax, där Wiens borgerskap semestrade redan under 1800-talet, Wachau och områdena nära staden Wien.

## Kommunikationer

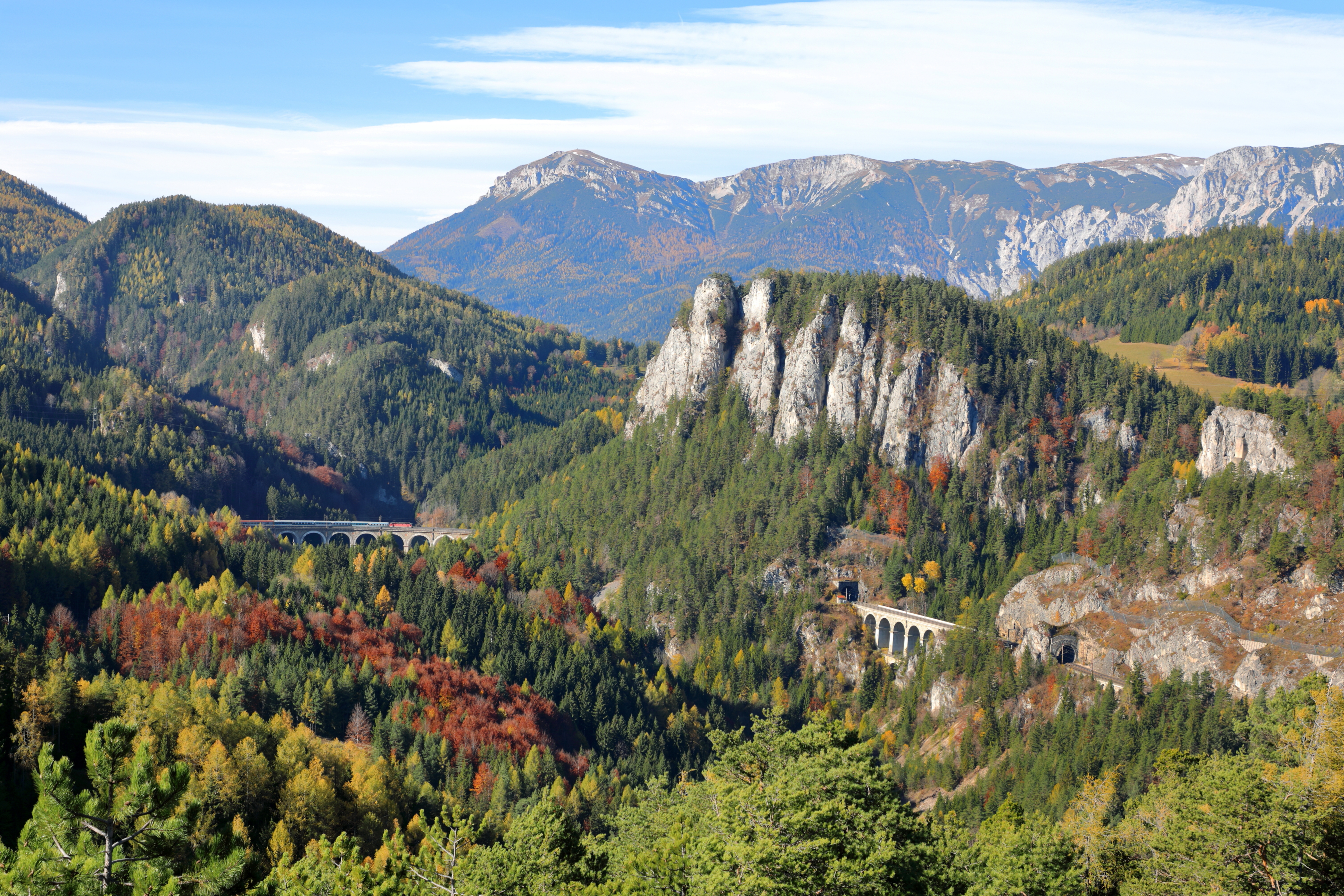
Semmeringbanan som är en del av Sydbanan

Wien är centrum för de viktigaste vägarna. Motorvägarna A1 (Tyskland-Salzburg-Wien), A2 (Italien-Klagenfurt-Graz-Wien) och A4 (Ungern-Wien) sammanstrålar vid Wien där de sammanbinds av motorvägen A21 (A1 – A2) och motortrafikleden S1 (A2 - A4). Till A2 ansluter nära Wien motorvägen A3 från Burgenland och öster om Wiener Neustadt motortrafikleden S6 från Steiermark resp A9. Av regional betydelse är motorvägen A22 med den anslutande motortrafikleden S5 från Wien längs Donaudalen mot Krems.
Viktiga järnvägssträckor är Franz-Josefsbanan, Nordbanan, Sydbanan, Västbanan och Östbanan. Därutöver finns det ett tätt nät av mindre banor som trafikeras av pendeltåg och regionaltåg, främst kring staden Wien.
Donau är Europas viktigaste vattenled. Niederösterreichs största Donauhamn ligger i Krems. Vid sidan av den dominerade godstrafiken finns regional persontrafik, främst i Wachau.
Wien-Schwechats flygplats befinner sig i Schwechat sydöst om Wien.

## Utbildning och forskning

### Högskolor och universitet
- Donau-Universität Krems som uteslutande erbjuder post-graduate-utbildningar
- Fackhögskolor i Sankt Pölten, Krems och Wiener Neustadt
- Teoleogisk-filosofisk högskola i Sankt Pölten
- Militärakademi i Wiener Neustadt

### Forskningsinstitutioner
- Internationella Atomenergiorganisationens labor i Seibersdorf
- Agrarbiologiskt institut i Tulln

## Kultur

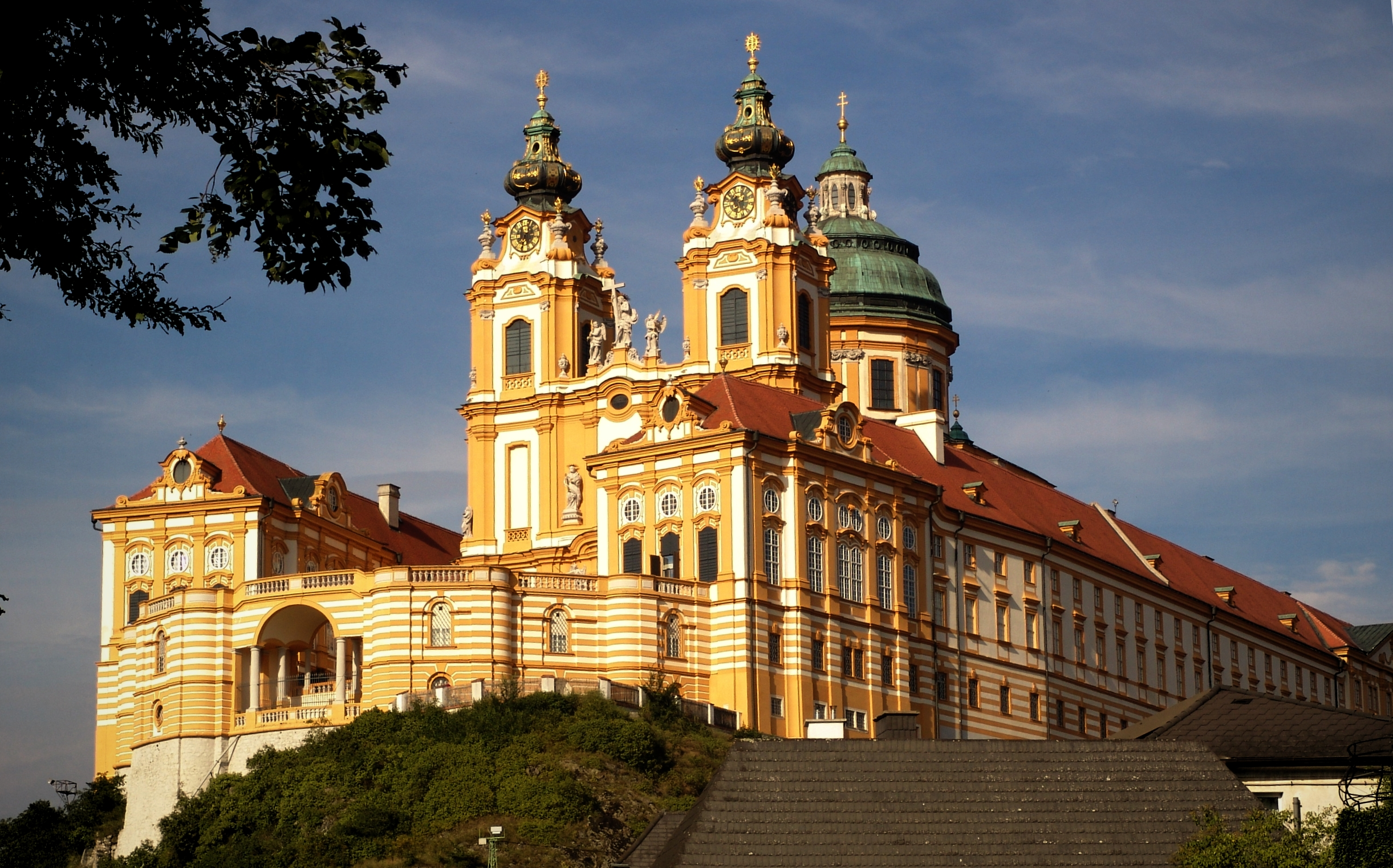
Klostret Melk

I Niederösterreich finns det gott om kloster som förr i tiden var viktiga kulturcentra. Mest kända är klostret Melk (grundad 1089), klostret Klosterneuburg (1114) och klostret Heiligenkreuz (1133). Andra kända kloster är Dürnstein, Seitenstetten, Göttweig, Lilienfeld och Zwettl. De flesta klostren inhyser museer. 
Många borgar och slott är idag sevärdheter samt platser för utställningar och konserter som till exempel borgen Schallaburg och slotten Hof, Grafenegg, Thürnta, Wilfersdorf, Amstetten, Rosenau, Greillenstein, Eckartsau, Niederweiden, Laxenburg, Rohrau och Rosenburg.
Viktiga museer är Niederösterreichisches Landesmuseum i Sankt Pölten, arkeologiparken Carnuntum, konsthallen i Krems och Egon-Schiele-museet i Tulln samt museet för förhistoria i slottet Asparn. Vartannat år anordnar Niederösterreich en stor förbundslandsutställning. Stadsmuseer finns i Sankt Pölten, Krems, Wiener Neustadt, Stockerau, Horn, Tulln, Waidhofen an der Thaya, Waidhofen an der Ybbs och Baden.
Teatrar med året-runt-program finns i Sankt Pölten (Festspielhaus Sankt Pölten och Stadttheater Sankt Pölten) och i Baden (Stadttheater Baden). På somrarna sätts pjäser och musikaler upp på friluftsscener i Berndorf, Stockerau, Langenlois, Felsenbühne Staatz, Weißenkirchen in der Wachau och borgen Liechtenstein. Dessutom arrangeras årligen Donaufestivalen.